# Evald Hansen

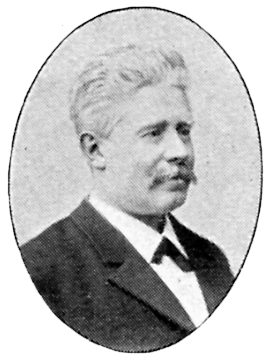
Evald Hansen

Evald Valdemar Hansen, född 14 november 1840 i Tårnby i Danmark (nu en förort till Köpenhamn), död 13 juni 1920 i Landskrona, var en dansk-svensk xylograf och grafiker.

## Biografi
Evald Hansen var son till Hans Jørgen Hansen och Christine Birgitte Gundel samt från 1865 gift med Sidse Kristine Clausen samt far till Georg Hansen. Evald Hansen studerade xylografi som lärling vid A.C.F. Flinchs ateljé 1853, samtidigt studerade han teckning och försökte utbilda sig till skulptör under Herman Wilhelm Bissens handledning. Tack vare Bissen kunde han få en friplats vid Det Kongelige Danske Kunstakademi i Köpenhamn 1859. Efter studierna genomförde han en studieresa till Tyskland 1862–1863 där han även praktikarbetade i Leipzig och Düsseldorf. Han flyttade till Stockholm 1864 och anställdes som xylograf vid Ny illustrerad tidning 1865 där han arbetade fram till 1886. Han etablerade en egen xylografisk ateljé 1871 där han utförde en mängd tidskriftsillustrationer för Svenska Familj-Journalen, Svalan och Allehanda för folket samt arbeten för Vitterhetsakademien. Hans många xylografier till arkeologen Oscar Montelius La civilisation primitive en Italie (1895) och andra verk blev högt uppskattade. Han utförde även en rad porträtt och reproduktioner efter äldre konstverk.
Hansen finns representerad vid bland annat Kungliga biblioteket, Uppsala universitetsbibliotek, Smålands museum, Sjöhistoriska museet och Nordiska museet.

## Verk i urval

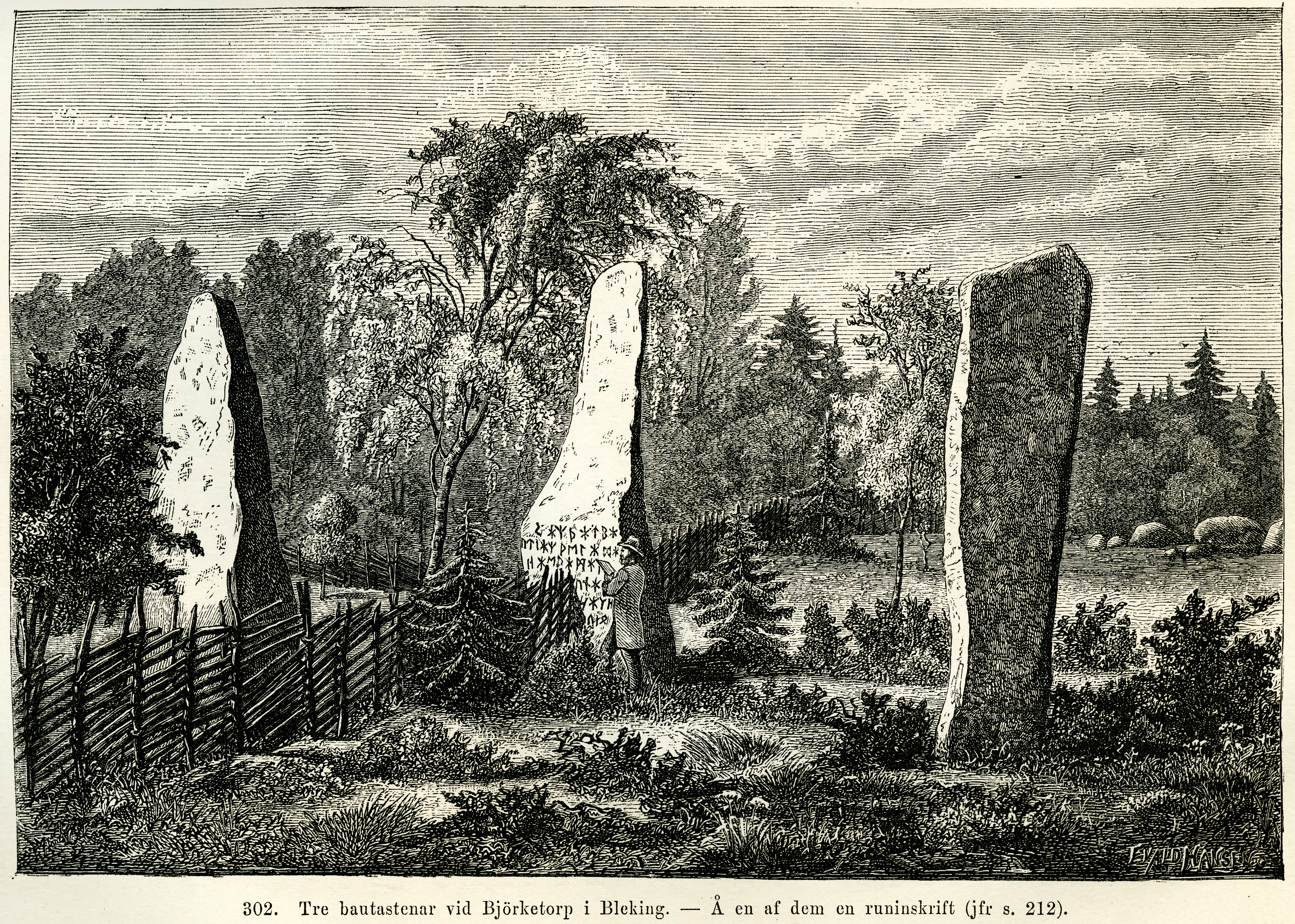
Björketorpsstenen, runsten.
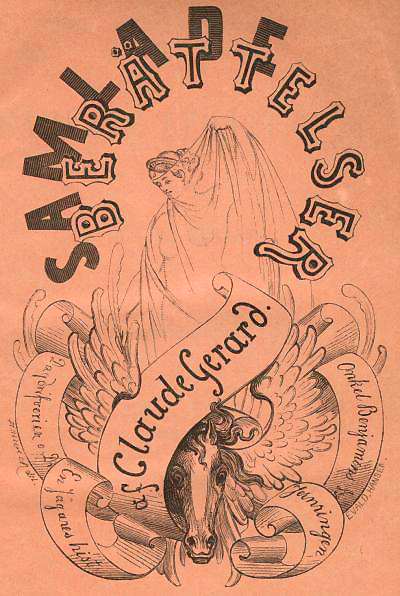
Bokomslag till Samlade berättelser : svenskt original Claude Gérard. 1872
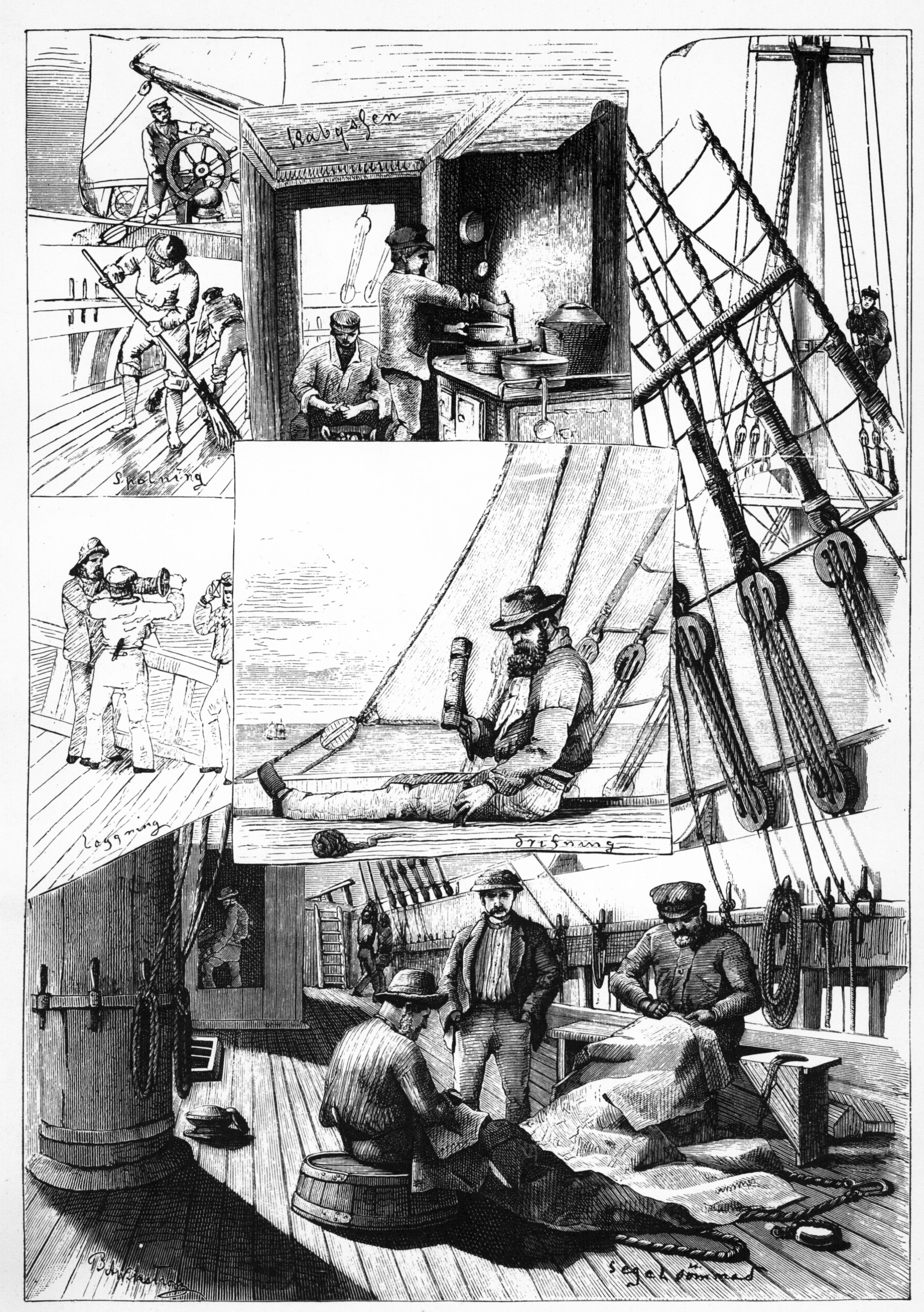
Dagligt liv på ett svenskt segelfartyg. Efter en teckning av B. A. Wikström i Ny illustrerad tidning 1882.
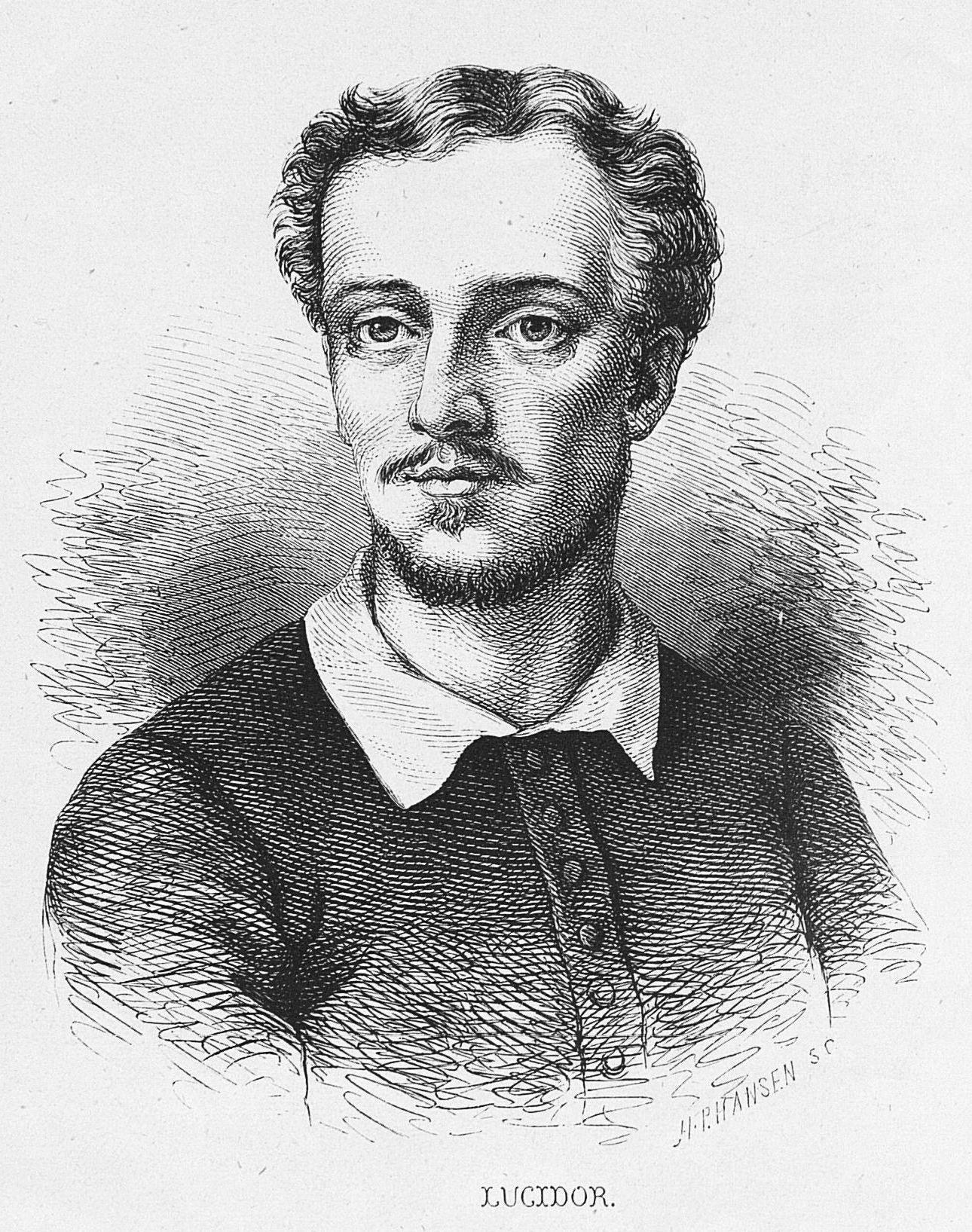
Diktaren Lasse Lucidor. Frontespis.
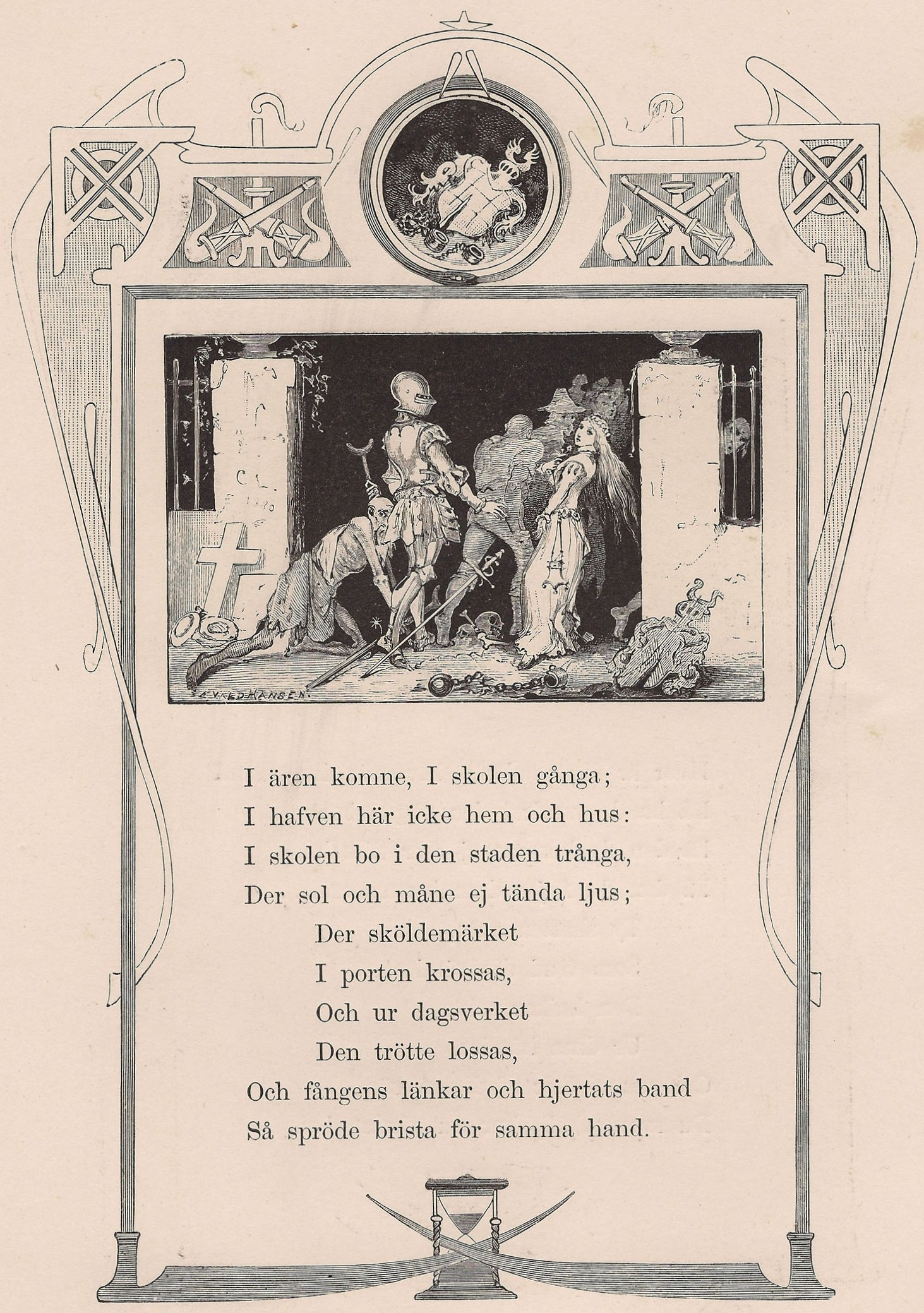
Vinjett till Johan Olof Wallins dikt "Dödens engel" (efter förlaga av Carl Larsson).
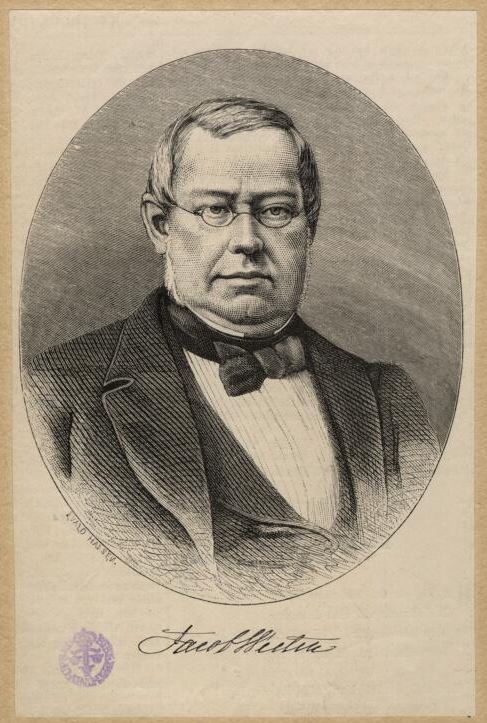
Jacob Westin, garvare, kommunalman och hedersdoktor. Xylografi, Uppsala universitetsbibliotek, 1800-talet.